# 大衛·儒利安·赫什
大衛·儒利安·赫什（英語：David Julian Hirsh；1973年10月26日—）是一位加拿大演員。他出生在魁北克蒙特利爾。赫什從1998年就開始出演電視劇，之後也開始出演電影。

## 外部連結
- 大衛·儒利安·赫什在互联网电影资料库（IMDb）上的資料（英文）